# Fintech
Finansteknologi eller fintech (et sammentræk af ordene financial og technology) er en branche, som består af virksomheder, der benytter moderne teknologi og innovation til at konkurrere i markedet for traditionelle finansielle institutioner og mellemled inden for finansielle services. Der er ikke enighed om definitionen af "FinTech"; en gennemgang af definitioner offentliggjort i 2016 syntetiseret de forskellige videnskabelige definitioner offentliggjort i løbet af de sidste 40 år som "en ny finansiel industri, der gælder teknologi til at forbedre de finansielle aktiviteter". Fintech findes både inden for startups og etablerede finans- og teknologivirksomheder, der har det til fælles, at de prøver at erstatte eller forbedre de eksisterende finansielle services fra etablerede virksomheder.
I praksis bruges begrebet "Fintech" om nye applikationer, processer, produkter eller forretningsmodeller inden for den finansielle sektor, tilbudt som en tjeneste via internettet. Tjenesterne kan stamme fra forskellige uafhængige tjenesteudbydere herunder mindst én licenseret bank eller et forsikringsselskab. Sammenkoblingen er ofte skabt gennem åbne API'er.
I 2019 offentliggjorde Financial Stability Board (FSB) en rapport om finansielle stabilitetsmæssige konsekvenser.